# 하영
하영(본명: 안하영, 1993년 8월 11일 ~)은 대한민국의 배우이자 모델이다. 시리즈 중증외상센터(2025년)에서 맡은 역할로 잘 알려져 있다.

## 어린 시절과 교육
1993년 8월 11일 대한민국에서 태어났다. 이화여자대학교에서 서양화를 전공하고 2016년 뉴욕의 스쿨 오브 비주얼 아츠 대학원에 진학하여 석사 학위를 준비했지만, 1년 만에 휴학하고 연기 경력을 쌓기 시작했다.

## 경력
비스터스 엔터테인먼트에 합류하여 자동차 홍보 영상 및 스킨케어 제품 광고 모델로 활동했다.

## 학력
- 윤중초등학교 (졸업)
- 예원학교 (졸업)
- 서울예술고등학교 (졸업)
- 이화여자대학교 서양화과 (졸업)

## 출연작

### 드라마
- 2019년 KBS2 수목드라마 《닥터 프리즈너》 - 나이현 역
- 2019년 JTBC 금토드라마 《초콜릿》 - 어린 희주 역
- 2020년 tvN 단막극 《드라마 스테이지 - 통화권 이탈》 - 민희 역
- 2020년 KBS2 수목드라마 《영혼수선공》 - 강누리 역
- 2020년 MBC every1 화요드라마 《연애는 귀찮지만 외로운 건 싫어!》 - 전보라 역
- 2020년 JTBC 수목드라마 《사생활》 - 유미영 역
- 2020년 KBS2 월화드라마 《암행어사: 조선비밀수사단》 - 미옥 역
- 2021년 tvN 수목드라마 《마우스》 - 송수정 역
- 2021년 SBS 일요드라마 《너의 밤이 되어줄게》 - 채지연 역
- 2021년 SBS 금토드라마 《지금, 헤어지는 중입니다》 - 정소영 역
- 2022년 ENA 수목드라마 《이상한 변호사 우영우》 - 김화영 역 (특별출연)
- 2022년 JTBC 주말드라마 《모범형사 2》 - 정희주 역 (특별출연)
- 2023년 Netflix 오리지널 드라마 《이두나!》 - 김진주 역
- 2024년 tvN 단막극 《O'PENing - 덕후의 딸》 - 신서현 역
- 2024년 KBS2 수목드라마 《페이스 미》 - 윤혜진 역
- 2025년 Netflix 오리지널 드라마 《중증외상센터》 - 천장미 역

### 영화
- 2022년 《리멤버》 - 릴리 역

## 수상 및 후보
| 연도 | 시상식                   | 부문                     | 작품         | 결과 |
| ---- | ------------------------ | ------------------------ | ------------ | ---- |
| 2025 | 제61회 백상예술대상      | 방송부문 여자 신인연기상 | 중증외상센터 | 후보 |
| 2025 | 제4회 청룡 시리즈 어워즈 | 신인여우상               | 중증외상센터 | 미정 |